# Bananarama/Diskografie
Diese Diskografie ist eine Übersicht über die musikalischen Werke der britischen Girlgroup Bananarama. Den Quellenangaben zufolge hat sie bisher mehr als 40 Millionen Tonträger verkauft, davon alleine in ihrer Heimat über 2,1 Millionen. Ihre erfolgreichste Veröffentlichung ist das Album The Greatest Hits Collection mit über 1,1 Millionen verkauften Einheiten.

## Alben

### Studioalben
| Jahr | Titel            | Höchstplatzierung, Gesamtwochen, AuszeichnungChartplatzierungen (Jahr, Titel, Platzierungen, Wochen, Auszeichnungen, Anmerkungen) | Höchstplatzierung, Gesamtwochen, AuszeichnungChartplatzierungen (Jahr, Titel, Platzierungen, Wochen, Auszeichnungen, Anmerkungen) | Höchstplatzierung, Gesamtwochen, AuszeichnungChartplatzierungen (Jahr, Titel, Platzierungen, Wochen, Auszeichnungen, Anmerkungen) | Höchstplatzierung, Gesamtwochen, AuszeichnungChartplatzierungen (Jahr, Titel, Platzierungen, Wochen, Auszeichnungen, Anmerkungen) | Höchstplatzierung, Gesamtwochen, AuszeichnungChartplatzierungen (Jahr, Titel, Platzierungen, Wochen, Auszeichnungen, Anmerkungen) | Anmerkungen                                              |
| Jahr | Titel            | DE | AT | CH | UK | US | Anmerkungen                                              |
| ---- | ---------------- | --- | --- | --- | --- | --- | -------------------------------------------------------- |
| 1983 | Deep Sea Skiving | — | — | — | UK8 Silber · (16 Wo.)UK | US63 (19 Wo.)US | Erstveröffentlichung: März 1983 Verkäufe: + 60.000       |
| 1984 | Bananarama       | DE45 (10 Wo.)DE | — | CH9 (10 Wo.)CH | UK16 Silber · (11 Wo.)UK | US30 (36 Wo.)US | Erstveröffentlichung: April 1984 Verkäufe: + 60.000      |
| 1986 | True Confessions | DE25 (10 Wo.)DE | — | CH6 (10 Wo.)CH | UK46 (5 Wo.)UK | US15 Gold · (28 Wo.)US | Erstveröffentlichung: Juni 1986 Verkäufe: + 500.000      |
| 1987 | Wow!             | DE65 (1 Wo.)DE | — | CH22 (3 Wo.)CH | UK26 Gold · (26 Wo.)UK | US44 (26 Wo.)US | Erstveröffentlichung: September 1987 Verkäufe: + 110.000 |
| 1991 | Pop Life         | — | — | — | UK42 (1 Wo.)UK | — | Erstveröffentlichung: Mai 1991                           |
| 1993 | Please Yourself  | DE95 (3 Wo.)DE | — | — | UK46 (1 Wo.)UK | — | Erstveröffentlichung: April 1993                         |
| 1995 | Ultra Violet     | — | — | — | — | — | Erstveröffentlichung: November 1995                      |
| 2001 | Exotica          | — | — | — | — | — | Erstveröffentlichung: 2001                               |
| 2005 | Drama            | — | — | — | — | — | Erstveröffentlichung: November 2005                      |
| 2009 | Viva             | — | — | — | UK87 (1 Wo.)UK | — | Erstveröffentlichung: September 2009                     |
| 2019 | In Stereo        | — | — | — | UK29 (1 Wo.)UK | — | Erstveröffentlichung: April 2019                         |
| 2022 | Masquerade       | — | — | — | UK22 (1 Wo.)UK | — | Erstveröffentlichung: 22. Juli 2022                      |

### Kompilationen
| Jahr | Titel                              | Höchstplatzierung, Gesamtwochen, AuszeichnungChartplatzierungen (Jahr, Titel, Platzierungen, Wochen, Auszeichnungen, Anmerkungen) | Höchstplatzierung, Gesamtwochen, AuszeichnungChartplatzierungen (Jahr, Titel, Platzierungen, Wochen, Auszeichnungen, Anmerkungen) | Höchstplatzierung, Gesamtwochen, AuszeichnungChartplatzierungen (Jahr, Titel, Platzierungen, Wochen, Auszeichnungen, Anmerkungen) | Höchstplatzierung, Gesamtwochen, AuszeichnungChartplatzierungen (Jahr, Titel, Platzierungen, Wochen, Auszeichnungen, Anmerkungen) | Höchstplatzierung, Gesamtwochen, AuszeichnungChartplatzierungen (Jahr, Titel, Platzierungen, Wochen, Auszeichnungen, Anmerkungen) | Anmerkungen                                                  |
| Jahr | Titel                              | DE | AT | CH | UK | US | Anmerkungen                                                  |
| ---- | ---------------------------------- | --- | --- | --- | --- | --- | ------------------------------------------------------------ |
| 1988 | The Greatest Hits Collection       | DE43 (8 Wo.)DE | — | CH— GoldCH | UK3 ×3Dreifachplatin · (37 Wo.)UK                                                                                                 | US151 (9 Wo.)US | Erstveröffentlichung: 10. Oktober 1988 Verkäufe: + 1.030.000 |
| 2001 | The Very Best Of                   | — | — | — | UK43 Silber · (3 Wo.)UK | — | Erstveröffentlichung: 29. Oktober 2001                       |
| 2007 | The Greatest Hits & More More More | — | — | — | UK61 (2 Wo.)UK | — | Erstveröffentlichung: 7. Mai 2007                            |
| 2012 | 30 Years of Bananarama             | — | — | — | UK62 (1 Wo.)UK | — | Erstveröffentlichung: 9. Juli 2012                           |
| 2015 | Megarama – The Mixes               | — | — | — | UK98 (1 Wo.)UK | — | Erstveröffentlichung: 16. März 2015                          |
| 2024 | Glorious – The Ultimate Collection | — | — | — | UK30 (1 Wo.)UK | — | Erstveröffentlichung: 8. März 2024                           |

## Singles
| Jahr | Titel Album                                        | Höchstplatzierung, Gesamtwochen, AuszeichnungChartplatzierungen (Jahr, Titel, Album, Platzierungen, Wochen, Auszeichnungen, Anmerkungen) | Höchstplatzierung, Gesamtwochen, AuszeichnungChartplatzierungen (Jahr, Titel, Album, Platzierungen, Wochen, Auszeichnungen, Anmerkungen) | Höchstplatzierung, Gesamtwochen, AuszeichnungChartplatzierungen (Jahr, Titel, Album, Platzierungen, Wochen, Auszeichnungen, Anmerkungen) | Höchstplatzierung, Gesamtwochen, AuszeichnungChartplatzierungen (Jahr, Titel, Album, Platzierungen, Wochen, Auszeichnungen, Anmerkungen) | Höchstplatzierung, Gesamtwochen, AuszeichnungChartplatzierungen (Jahr, Titel, Album, Platzierungen, Wochen, Auszeichnungen, Anmerkungen) | Anmerkungen                                                                                   |
| Jahr | Titel Album                                        | DE | AT | CH | UK | US | Anmerkungen                                                                                   |
| ---- | -------------------------------------------------- | --- | --- | --- | --- | --- | --------------------------------------------------------------------------------------------- |
| 1982 | It Ain’t What You Do It’s the Way That You Do It – | — | — | — | UK4 (10 Wo.)UK | — | Erstveröffentlichung: Januar 1982 Fun Boy Three & Bananarama                                  |
| 1982 | Really Saying Something Deep Sea Skiving           | — | — | — | UK5 Silber · (10 Wo.)UK | — | Erstveröffentlichung: April 1982 Bananarama mit Fun Boy Three                                 |
| 1982 | Shy Boy Deep Sea Skiving                           | — | — | — | UK4 Silber · (11 Wo.)UK | — | Erstveröffentlichung: Juni 1982                                                               |
| 1982 | Cheers Then Deep Sea Skiving                       | — | — | — | UK45 (7 Wo.)UK | — | Erstveröffentlichung: November 1982                                                           |
| 1983 | Na Na Hey Hey Kiss Him Goodbye Deep Sea Skiving    | — | — | — | UK5 (10 Wo.)UK | — | Erstveröffentlichung: Februar 1983 Original: Steam (1969)                                     |
| 1983 | Shy Boy (Don’t It Make You Feel Good) –            | — | — | — | — | US83 (4 Wo.)US | Erstveröffentlichung: Juni 1983                                                               |
| 1983 | Cruel Summer Bananarama                            | DE24 (20 Wo.)DE | — | — | UK8 (10 Wo.)UK | US9 (18 Wo.)US | Erstveröffentlichung: Juni 1983                                                               |
| 1984 | Robert de Niro’s Waiting Bananarama                | DE7 (13 Wo.)DE | — | CH8 (11 Wo.)CH | UK3 Silber · (12 Wo.)UK | US95 (2 Wo.)US | Erstveröffentlichung: Februar 1984                                                            |
| 1984 | Rough Justice Bananarama                           | DE63 (6 Wo.)DE | — | — | UK23 (8 Wo.)UK | — | Erstveröffentlichung: Mai 1984                                                                |
| 1984 | Hotline to Heaven Bananarama                       | — | — | — | UK58 (3 Wo.)UK | — | Erstveröffentlichung: Oktober 1984                                                            |
| 1984 | The Wild Life Bananarama                           | — | — | — | — | US83 (4 Wo.)US | Erstveröffentlichung: November 1984                                                           |
| 1985 | Do Not Disturb True Confessions                    | — | — | — | UK31 (6 Wo.)UK | — | Erstveröffentlichung: August 1985                                                             |
| 1986 | Venus True Confessions                             | DE2 (17 Wo.)DE | AT7 (12 Wo.)AT | CH1 (17 Wo.)CH | UK8 Silber · (13 Wo.)UK | US1 (19 Wo.)US | Erstveröffentlichung: Mai 1986 Original: Shocking Blue (1969)                                 |
| 1986 | More Than Physical True Confessions                | DE38 (7 Wo.)DE | — | — | UK41 (5 Wo.)UK | US73 (5 Wo.)US | Erstveröffentlichung: August 1986                                                             |
| 1986 | A Trick of the Night True Confessions              | — | — | — | UK32 (5 Wo.)UK | US76 (7 Wo.)US | Erstveröffentlichung: Dezember 1986                                                           |
| 1987 | I Heard a Rumour Wow!                              | DE37 (14 Wo.)DE | — | CH10 (11 Wo.)CH | UK14 (9 Wo.)UK | US4 (19 Wo.)US | Erstveröffentlichung: Juni 1987                                                               |
| 1987 | Love in the First Degree Wow!                      | DE21 (11 Wo.)DE | — | CH18 (9 Wo.)CH | UK3 Silber · (12 Wo.)UK | US48 (10 Wo.)US | Erstveröffentlichung: September 1987                                                          |
| 1987 | I Can’t Help It Wow!                               | DE31 (8 Wo.)DE | — | — | UK20 (6 Wo.)UK | US47 (13 Wo.)US | Erstveröffentlichung: Dezember 1987                                                           |
| 1988 | I Want You Back Wow!                               | DE29 (8 Wo.)DE | — | CH23 (3 Wo.)CH | UK5 (10 Wo.)UK | — | Erstveröffentlichung: April 1988                                                              |
| 1988 | Love, Truth and Honesty Greatest Hits Collection   | DE42 (10 Wo.)DE | — | CH25 (4 Wo.)CH | UK23 (8 Wo.)UK | US89 (4 Wo.)US | Erstveröffentlichung: September 1988                                                          |
| 1988 | Nathan Jones Greatest Hits Collection              | — | — | — | UK15 (9 Wo.)UK | — | Erstveröffentlichung: November 1988                                                           |
| 1989 | Help Greatest Hits Collection                      | DE8 (17 Wo.)DE | — | CH8 (11 Wo.)CH | UK3 Silber · (9 Wo.)UK | — | Erstveröffentlichung: Februar 1989 Bananarama & Lananeeneenoonoo Original: The Beatles (1965) |
| 1989 | Cruel Summer ’89 –                                 | DE24 (12 Wo.)DE | — | CH22 (3 Wo.)CH | UK19 Silber · (6 Wo.)UK | — | Erstveröffentlichung: Mai 1989                                                                |
| 1990 | Only Your Love Pop Life                            | — | — | — | UK27 (4 Wo.)UK | — | Erstveröffentlichung: Juli 1990                                                               |
| 1991 | Preacher Man Pop Life                              | DE46 (10 Wo.)DE | — | — | UK20 (6 Wo.)UK | — | Erstveröffentlichung: Dezember 1990                                                           |
| 1991 | Long Train Running Pop Life                        | DE45 (12 Wo.)DE | — | — | UK30 (5 Wo.)UK | — | Erstveröffentlichung: April 1991                                                              |
| 1992 | Movin’ On Please Yourself                          | DE52 (10 Wo.)DE | — | — | UK24 (5 Wo.)UK | — | Erstveröffentlichung: August 1992                                                             |
| 1992 | Last Thing on My Mind Please Yourself              | DE63 (7 Wo.)DE | — | — | UK71 (2 Wo.)UK | — | Erstveröffentlichung: November 1992                                                           |
| 1993 | More, More, More Please Yourself                   | DE65 (9 Wo.)DE | — | — | UK24 (4 Wo.)UK | — | Erstveröffentlichung: März 1993 Original: Andrea True Connection (1976)                       |
| 2005 | Move in My Direction Drama                         | DE93 (1 Wo.)DE | — | — | UK14 (5 Wo.)UK | — | Erstveröffentlichung: Oktober 2005                                                            |
| 2005 | Look on the Floor (Hypnotic Tango) Drama           | — | — | — | UK26 (2 Wo.)UK | — | Erstveröffentlichung: November 2005                                                           |
| 2009 | Love Comes Viva                                    | — | — | — | UK44 (1 Wo.)UK | — | Erstveröffentlichung: September 2009                                                          |

Weitere Singles
- 1981: Aie A Mwana
- 1982: He’s Got Tact (nur in Japan)
- 1991: Tripping on Your Love
- 1995: I Found Love
- 1995: Every Shade of Blue
- 1996: Take Me to Your Heart
- 2001: Careless Whisper (Original: Wham!)
- 2001: If (nur in Frankreich)
- 2005: Really Saying Something (Solasso Remix)
- 2010: Love Don’t Live Here
- 2010: Baby It’s Christmas
- 2012: Now Or Never
- 2019: Stuff Like That
- 2019: Looking for Someone
- 2022: Masquerade
- 2022: Forever Young
- 2022: Running With the Night

## Videoalben
- 1994: The Greatest Hits Collection (US: Gold)

## Statistik

### Chartauswertung
|                     | DE    | AT    | CH    | UK     | US    |
| ------------------- | ----- | ----- | ----- | ------ | ----- |
| Nummer-eins-Alben   | DE—DE | AT—AT | CH—CH | UK—UK  | US—US |
| Top-10-Alben        | DE—DE | AT—AT | CH2CH | UK2UK  | US—US |
| Alben in den Charts | DE5DE | AT—AT | CH3CH | UK14UK | US4US |

|                       | DE     | AT    | CH    | UK     | US     |
| --------------------- | ------ | ----- | ----- | ------ | ------ |
| Nummer-eins-Singles   | DE—DE  | AT—AT | CH1CH | UK—UK  | US1US  |
| Top-10-Singles        | DE3DE  | AT1AT | CH3CH | UK10UK | US3US  |
| Singles in den Charts | DE18DE | AT1AT | CH8CH | UK30UK | US11US |

### Auszeichnungen für Musikverkäufe
| Silberne Schallplatte - Frankreich - 1986: für die Single Venus Goldene Schallplatte - Frankreich - 1989: für das Album The Greatest Hits Collection - Hongkong - 1989: für das Album Wow - Kanada - 1987: für das Album Wow - 1989: für das Album The Greatest Hits Collection - Schweden - 1990: für die Single Help | Platin-Schallplatte - Australien - 1989: für das Album The Greatest Hits Collection - Finnland - 1989: für das Album The Greatest Hits Collection - Hongkong - 1990: für das Album The Greatest Hits Collection - Kanada - 1986: für das Album True Confessions - 1986: für die Single Venus - Neuseeland - 1989: für das Album The Greatest Hits Collection - Spanien - 1989: für das Album The Greatest Hits Collection |

Anmerkung: Auszeichnungen in Ländern aus den Charttabellen bzw. Chartboxen sind in ebendiesen zu finden.
| Land/RegionAuszeichnungen für Musikverkäufe (Land/Region, Auszeichnungen, Verkäufe, Quellen) | Silber       | Gold     | Platin       | Verkäufe  | Quellen                                                |
| -------------------------------------------------------------------------------------------- | ------------ | -------- | ------------ | --------- | ------------------------------------------------------ |
| Australien (ARIA)                                                                            | —            | —        | Platin1      | 70.000    | Einzelnachweise                                        |
| Finnland (IFPI)                                                                              | —            | —        | Platin1      | 57.087    | ifpi.fi                                                |
| Frankreich (SNEP)                                                                            | Silber1      | Gold1    | —            | 350.000   | infodisc.fr                                            |
| Hongkong (IFPI/HKRIA)                                                                        | —            | Gold1    | Platin1      | 30.000    | ifpihk.org                                             |
| Kanada (MC)                                                                                  | —            | 2× Gold2 | 2× Platin2   | 300.000   | musiccanada.com                                        |
| Neuseeland (RMNZ)                                                                            | —            | —        | Platin1      | 15.000    | aotearoamusiccharts.co.nz                              |
| Schweden (IFPI)                                                                              | —            | Gold1    | —            | 25.000    | ifpi.se (Memento vom 21. Mai 2012 im Internet Archive) |
| Schweiz (IFPI)                                                                               | —            | Gold1    | —            | 25.000    | hitparade.ch                                           |
| Spanien (Promusicae)                                                                         | —            | —        | Platin1      | 100.000   | Sólo éxitos: año a año, 1959–2002                      |
| Vereinigte Staaten (RIAA)                                                                    | —            | 2× Gold2 | —            | 550.000   | riaa.com                                               |
| Vereinigtes Königreich (BPI)                                                                 | 10× Silber10 | Gold1    | 3× Platin3   | 2.580.000 | bpi.co.uk                                              |
| Insgesamt                                                                                    | 11× Silber11 | 9× Gold9 | 10× Platin10 |           |                                                        |